# Maslinarstvo
Maslinarstvo je grana poljoprivrede koja se bavi uzgojem i preradom maslina.

## Povijest
Uzgoj maslina i proizvodnja maslinovog ulja veže se uz čovječanstvo kroz gotovo cijelu povijest ljudskog roda. Stablo masline je bilo rasprostranjeno diljem Mediterana i utkano je u mitologiju i povijest mnogih zemalja. Dolaskom na Jadran Hrvati od Rimljana postupno preuzimaju praksu uzgoja maslina.
Krajem 18. stoljeća maslinarstvo na našim prostorima dostiže svoj vrhunac pa se procjenjuje da se je samo u granicama Dalmacije, koja je bila pod Mletačkom vlašću, uzgajalo čak 20 do 30 milijuna stabala masline.

## Prerada
Maslina se prerađuje u za to specijaliziranim uljarama, a preradom se dobiva izuzetno zdravo maslinovo ulje.

## Vanjske poveznice
- 7maslina.net